# Port Gorzów

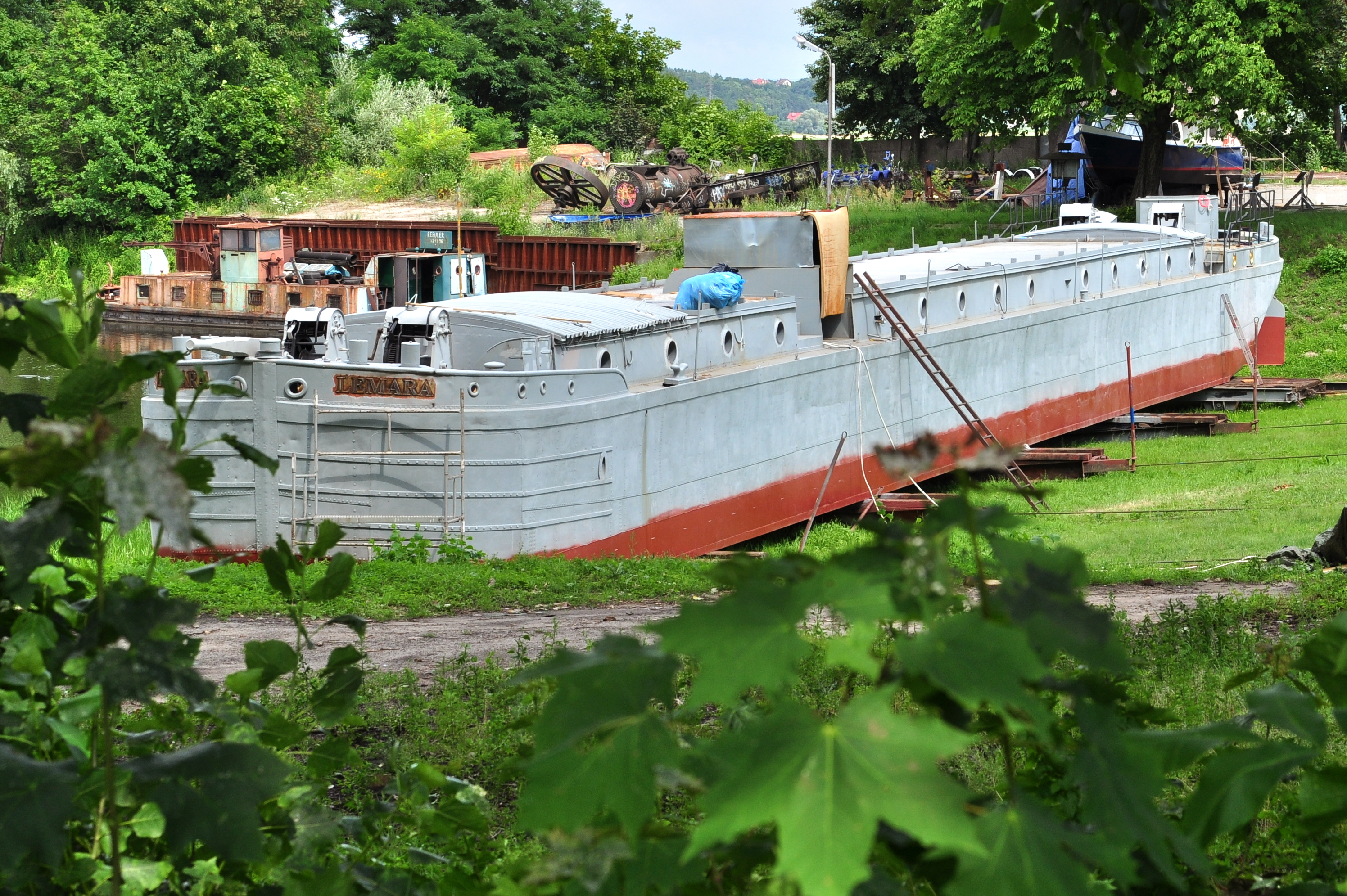
Barka holowana "Lemara" w stoczni portu

Port Gorzów – port rzeczny na Warcie w Gorzowie Wielkopolskim na trasie międzynarodowej drogi wodnej E-70. Obecnie jedyna stocznia na Warcie.

## Historia
Historia stoczni sięga 1886 roku, gdy powstała jako tak zwany port ochronny. Mogły się w nim schronić statki na czas wysokiej wody, zatorów lodowych albo okres zimowy.
Przed rokiem 1945 miasto stanowiło bazę żeglugi śródlądowej i posiadało własny, dobrze wyposażony port o nadbrzeżu długości 0,5 km i o miesięcznej przepustowości ponad 180 barek o tonażu do 600 t. W pierwszych latach powojennych gorzowski port rzeczny, aczkolwiek poważnie zniszczony i pozbawiony urządzeń przeładunkowych, wykorzystany został do wywozu cegły rozbiórkowej.
W gorzowskim porcie rzecznym odremontowano najstarszy obecnie pływający lodołamacz "Kuna", a obecnie trwają prace montażowe przywracające nowe życie kolejnej perełce – dziewiętnastowiecznemu parowcowi – "Kormoran".
Obecnie Stowarzyszenia Wodniaków "Przystań Gorzów" dzierżawi od miasta port rzeczny. Prowadzi tam prace konserwacyjne i montażowe jednostek pływających.
W basenie portu rzecznego ma powstać przystań turystyczna. Ma to być port i przystań dla żeglugi pasażerskiej oraz jachtowej. W pobliżu mały hotel, tawerna i pole biwakowe z wygodami. Wszystko jest jednak zależne od pozyska pieniądze z funduszy europejskich przez miasto.
Ekspozytura Terenowa Bydgoskiej Żeglugi na Wiśle, Rejon Dróg Wodnych oraz Miejska Rada Narodowa w Gorzowie zdają sobie w pełni sprawę z opłacalności odbudowy gorzowskiego portu rzecznego, tym bardziej że nakłady inwestycyjne objęłyby głównie odbudową zniszczonych nabrzeży portowych, zakup i instalację dźwigów i innych urządzeń transportowych oraz budowę zaplecza składowo-magazynowego portu.

## Położenie

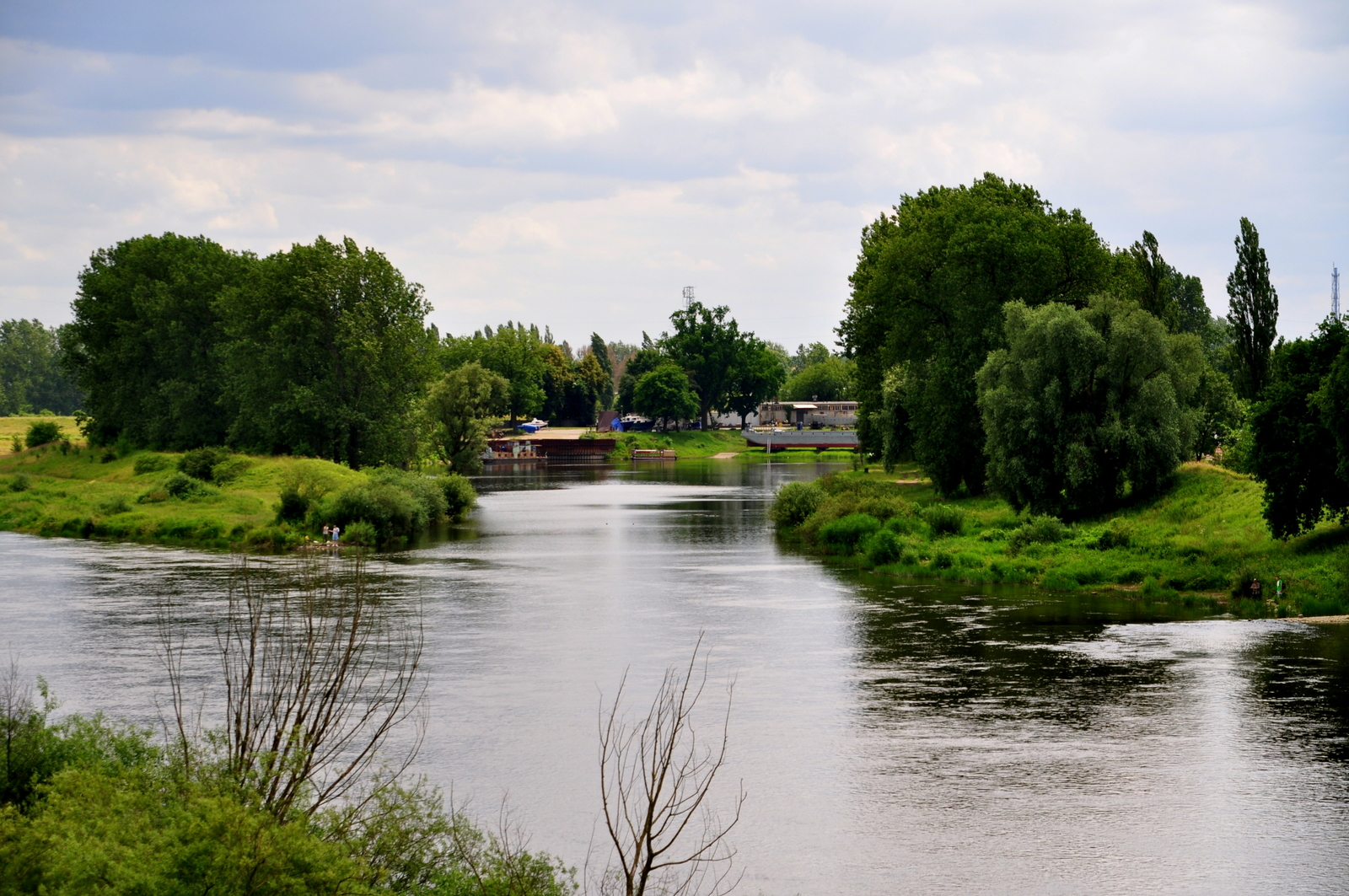
Wejście do portu

Na Zawarciu nieopodal mostu Lubuskiego w Gorzowie Wielkopolskim. Położone jest nad dolną Wartą, 10 km na zachód od ujścia Noteci do Warty. Posiada przez Wartę bezpośrednią łączność z Poznaniem, przez Noteć i Kanał Bydgoski — z Bydgoszczą i portami rzecznymi nad Wisłą i wreszcie przez Wartę i Odrę — ze Szczecinem na północy, a Wrocławiem, Opolem i Górnośląskim Okręgiem Przemysłowym na południu.